# Protanystropheus
Protanystropheus — вимерлий рід архозавроморф середнього тріасу (анізійський етап) Польщі, Німеччини, Австрії та Нідерландів. Він був названий Сенніковим у 2011 році, а типовий вид — Protanystropheus antiquus, вперше описаний у 1908 році німецьким палеонтологом Фрідріхом фон Гюне під назвою Tanystropheus antiquus (деякі автори все ще вважають за краще включати цей вид до Tanystropheus). Сенніков (2011) відніс до Протаністрофея кілька хребців, у тому числі ті, що належать "Thecodontosaurus" primus, але пізніше таке віднесення було поставлено під сумнів, оскільки ці зразки можуть представляти інші базальні архозавроморфи.